# Naatje van de Dam

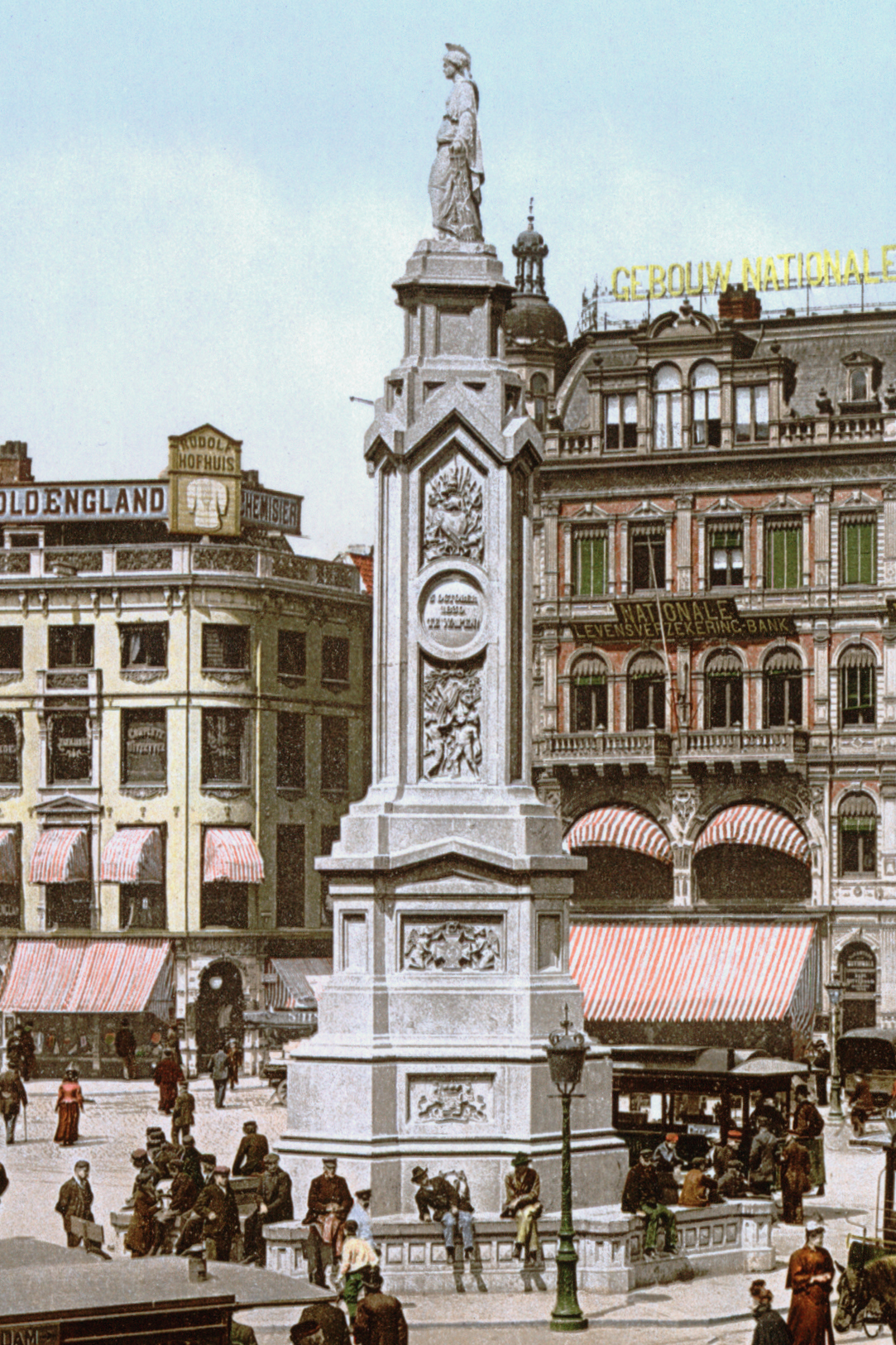
De Eendracht op de Dam, circa 1890 tot 1900

Naatje van de Dam of Naatje op de Dam, officieel De Eendracht, was een monument dat tussen 1856 en 1914 op de Dam in Amsterdam tegenover het Paleis op de Dam stond.

## Totstandkoming
Vijfentwintig jaar na de Tiendaagse Veldtocht begonnen enkele oud-strijders zich sterk te maken voor de oprichting van een nationaal monument. Het zou een herdenking zijn aan de veldtocht, maar tevens een symbool van de volksgeest van 1830-1831 en Nederlandse eendracht. Ondanks weinig draagvlak werd een prijsvraag uitgeschreven voor zulk een monument. De Eendracht werd door Louis Royer, van oorsprong een Vlaming, gemaakt. Al eerder had hij voor de stad Amsterdam het standbeeld van Rembrandt en dat van Vondel gemaakt. Henricus Martinus (Henri Martin) Tétar van Elven (1827-1899), een zoon van de architect Martinus Gerardus Tétar van Elven (1803-1882) bekend van de paleislantaarns, maakte het voetstuk.
Op 10 december 1855 werd de eerste steen gelegd en op 27 augustus 1856 zou het monument in het bijzijn van koning Willem III worden onthuld door enkele invalide oud-soldaten. De onthulling geschiedde echter voortijdig door een windvlaag.
Het zeventien meter hoge beeld bestond uit verschillende achtkantige en vierkante brokken Belgisch hardsteen. Deze werden daarbij gesierd door een leeuw, die echter volgens velen niet imposant was. Bovenop stond een bijna vier meter hoge vrouwfiguur, de Nederlandse Maagd.

## Bijnaam
Als snel ontstond de bijnaam Naatje Eendracht, Naatje op de Dam en later kortweg Naatje. Waar deze naam vandaan komt, is niet geheel duidelijk. Het zou kunnen dat de tekst op het beeld verkeerd gelezen werd en dat NATIE voor NATJE werd aangezien, dat verbasterd werd naar Naatje. Dit was een gangbare vrouwennaam, afgeleid van Catharina (Mina), maar het woord zou ook kunnen verwijzen naar het vrouwelijk geslachtsdeel.
De uitdrukking "het is naatje", ook wel "naatje pet", betekent "het is waardeloos" en gaat waarschijnlijk terug op de erbarmelijke staat waarin het beeld al snel geraakte.

## Verval

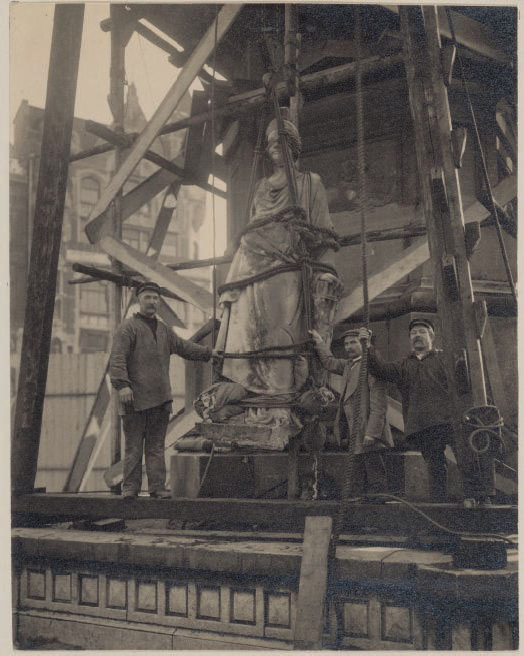
Op 8 april 1914 wordt Naatje weggetakeld

Vorst en regen deden hun werk en Naatje raakte na een aantal jaar een deel van haar neus kwijt. Haar hoofd zaagde men af om het te kunnen restaureren en nadien werd het teruggeschroefd op het beeld. Op 2 mei 1907 viel haar rechterarm kapot in het fonteinbassin. Haar arm werd niet vervangen. Haar voorhoofd, wangen en kuiten waren intussen ook ernstig aangevreten door het weer. Het monument werd dan ook geheel bedekt met bloemen als er hoog bezoek op de Dam werd verwacht, zodat het zicht aan het toegetakelde beeld werd ontnomen.
Op 25 juli 1913 bespraken B&W in hun vergadering een voorstel om het beeld te laten verwijderen. De Dam werd verbouwd, de tramsporen op het gedeelte van de Dam voor het Paleis werden verlegd en op 8 april 1914 werd Naatje verwijderd.
Volgens het (revue)liedje Het verdwijnen van NAATJE VAN DEN DAM was "Heel Amsterdam in rouw". Het refrein: "Nu gaat Naaije treurig heen / O, noje le heine, ze moet verdwijnen / Nu gaat Naatje van de dam / Ze moet verdwijnen voor de Electrische Tram." De restanten werden verplaatst naar het Stedelijk Museum. Alleen het hoofd zou in de jaren dertig nog in de beeldentuin bemost gezien zijn, maar is sindsdien nooit meer teruggevonden.
In het begin van de jaren zestig zong Wim Sonneveld in zijn conference Frater Venantius een liedje, samengesteld uit tekstregels uit uiteenlopende Nederlandse liedjes. In sommige uitvoeringen daarvan is een van die regels: "'t Is weer naatje op de Dam".
Op 15 mei 1975 kwam een nieuwe Naatje gereed, door de papiergroothandel Proost & Brandt aangeboden bij het 700jarig bestaan van de stad. B&W wilden het echter niet op de Dam hebben en zo belandde het in de Watersteeg bij het Rokin. Later verhuisde het naar de Bullebaksluis.